# ロバート・ホワイト (パイロット)

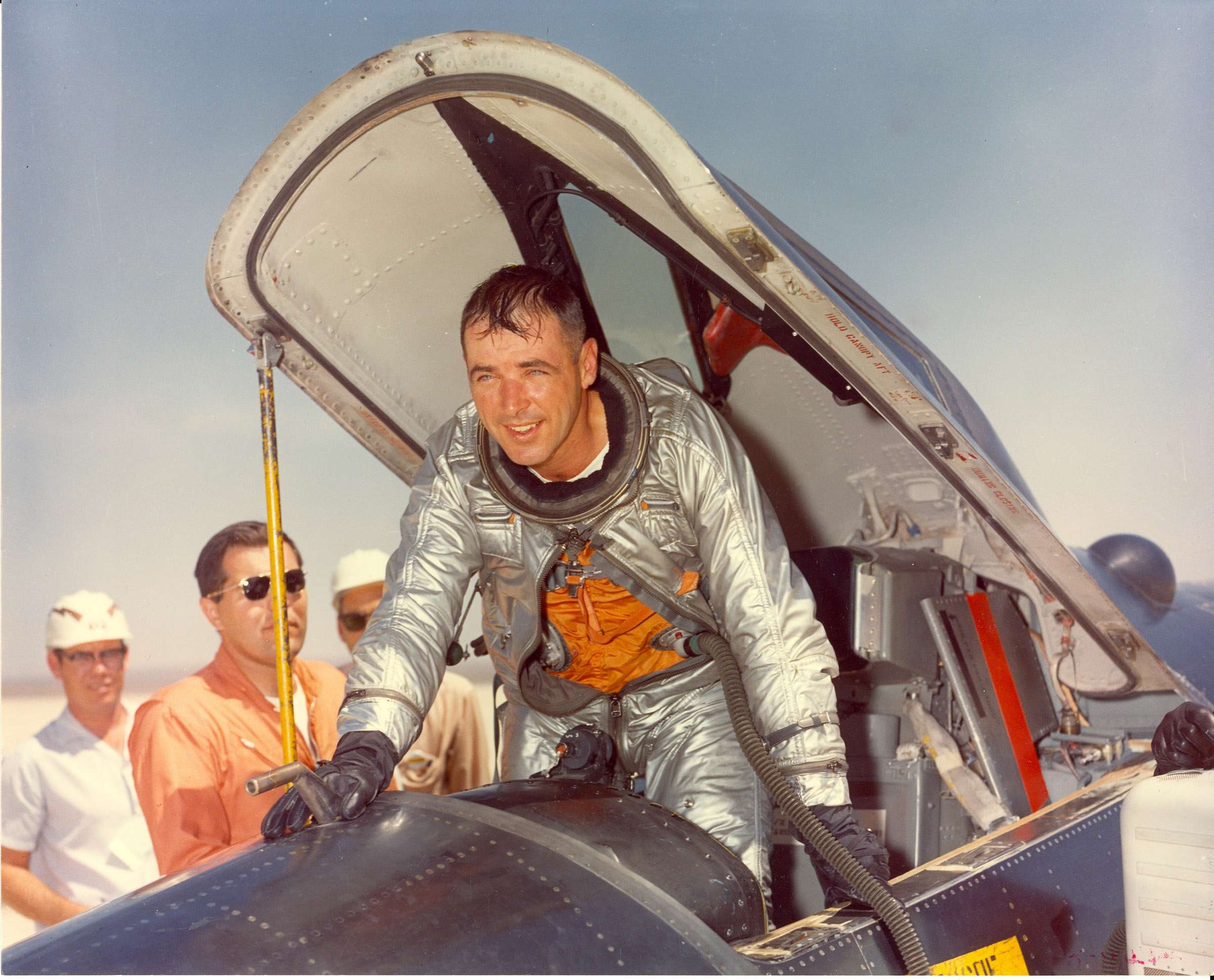
ロバート・ホワイト (パイロット)

ロバート・M・ホワイト（Robert Michael White、1924年7月6日 - 2010年3月17日）アメリカ空軍のテスト・パイロットである。1960年代にロケット実験機X-15で多くの記録を樹立した。近代的な軍用機の設計、開発を統括した。

## 経歴
ニューヨークに生まれた。1942年11月陸軍航空隊に航空士官候補生として入隊し、1944年2月にパイロットとなった。1944年7月からヨーロッパ戦線に戦闘機パイロットとして参加するが、1945年2月、ドイツ上空で撃墜され、終戦まで捕虜となった。帰国後の1945年12月、現役を離れ、ニューヨークのミッチェル空軍基地の予備役となりニューヨーク大学で電子工学を学んだ。1951年に学士号を得た。
1951年5月に朝鮮戦争が始まり、輸送部隊のパイロットおよび技術士官を務め、1952年2月には、日本に基地を置く第40戦闘機スコードロンで戦闘機パイロット、飛行司令を務めた。1953年8月、帰国し、グリフィス空軍基地でシステム・エンジニアとなった。
エドワーズ空軍基地のテストパイロット・スクールに入り、テスト・パイロットになり、F-86 セイバーや F-89 スコーピオンの発展型、F-102 デルタダガーやF-105 サンダーチーフなどの新型機の飛行試験を行った。飛行試験部門の副責任者を経て、有人宇宙機部門の副責任者となった。1958年にX-15開発計画の空軍の主パイロットに任じられ、アラバマ州のマクスウェル空軍基地の空軍指令、スタッフカレッジに加わった。1960年4月15日2台の推力71 kNのロケットエンジンをつけたX-15で初飛行し、4ヶ月後、ロジャース乾湖上空で41,500 mの飛行を行った。
1961年2月、エンジンを推力254 kNの XLR-99に換装したX-15で、3,660 km/hの非公式速度記録を樹立し、その後の8ヶ月間にマッハ4、マッハ5を突破した最初のパイロットとなった。1961年11月9日、マッハ6（6,590 km/h）の速度記録を樹立した。ホワイトと同僚の3人のX-15パイロットはアメリカの権威ある航空の賞、ロバート・J・コリア賞（Robert J. Collier Trophy）をケネディ大統領から、授与された。ホワイトと共に受賞したのは、NASAのジョセフ・ウォーカー、アメリカ海軍のフォレスト・S・パターソン、ロッキード社のテスト・パイロットのスコット・クロスフィールドの3人である。アメリカ空軍のカーチス・ルメイ将軍はホワイトのために Command Pilot Astronautという階級を贈った。
1962年7月17日に X-15で 96,000 m（217,000 feet）の高度記録を樹立した、この高度はアメリカの定義で宇宙空間であり、最初の有翼飛行での宇宙飛行に成功したパイロットとして、アストロノート・バッジを受けた。
テスト・パイロットを終えた後、ドイツやベトナム戦争での任務に就き、1966年から、F-111やF-15の開発の責任者などを務めて1982年に退役した。

## 註
1. ↑  Pilot Robert White dies; 1st to go Mach 4, 5 and 6 - Yahoo! News